# Vratislav (prince morave)
Pour les articles homonymes, voir Vratislav.
Vratislav (Uratislaus en latin) est un prince morave apocryphe. Probablement oncle de Mojmir 1er, il est cité dans la chronique de Johannes Turmair dont il est l'unique mention.

## Biographie
D'après Aventinus, le prince de Moravie Vratislav aide les Francs contre les Avars et conquiert l'équivalent de la région romaine de la Pannonia Secunda. Il la remet au Francs en 805. Il a construit  le château de Bratislava à partir des ruines de Pisonium. Aventinus dit alors que le château a été nommé d'après son nom, Wratisslaburgium, soit Vratislav,.

## Crédibilité d'existence
Beaucoup d'historiens pensent que Vratislav est une invention de Aventinus. La preuve en est qu'il y a beaucoup d'incohérences historiques comme le fait que la Panonia Seconda était contrôlée par Vojnomir, un vassal des Francs. Nous n'avons aucune autre citation de la ville de Wratisslaburgium. Le nom du dirigeant peut être vrai mais les évènements cités sont sûrement inventés.

## Extension du territoires morave lors du règne de Vratislav

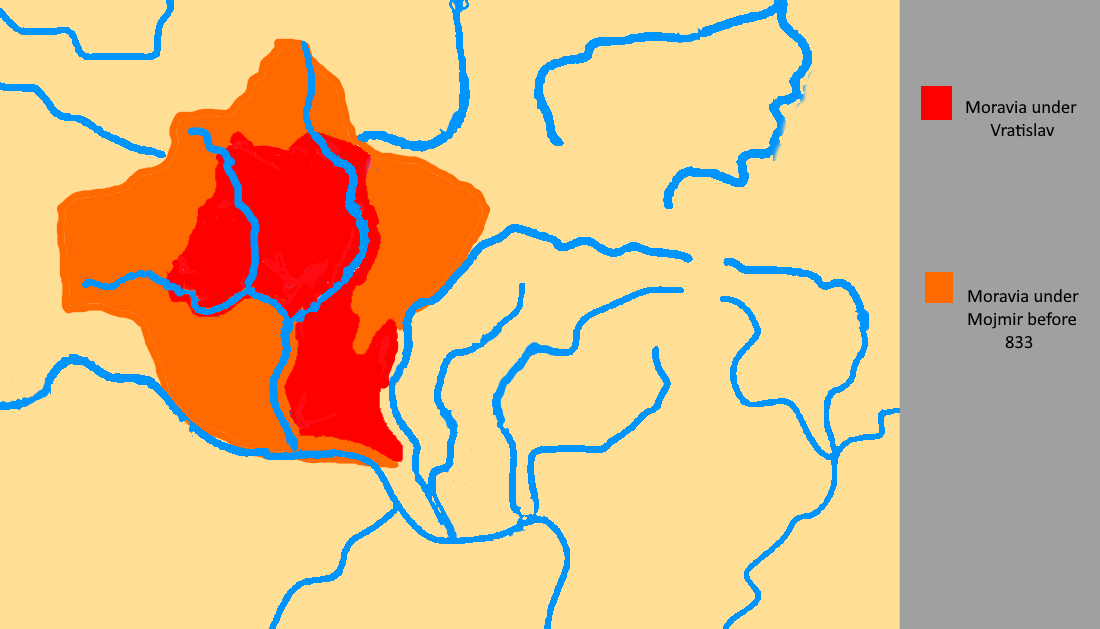
L'extension moraves de 800 à 833.

Le territoire contrôlé par Vratislav n'était pas si grand que celui du début de règne  de Mojmir, Il contrôlait les plus grandes villes de Moravie comme Mikulcice, Olomouc et Brno. Le territoire était frontalier de la principauté de nitra et du khaganat avar.